# Helmut Arndt (Diplomat)
Helmut Arndt (* 18. Januar 1933 in Berlin; † 19. Februar 2016 in Basel) war ein deutscher Diplomat.

## Leben
Helmut Arndt studierte Rechtswissenschaft und Geschichte an den Universitäten in Heidelberg, Hamburg, Berlin und Paris. Er legte die erste und zweite jur. Staatsprüfung ab und wurde 1959 in Heidelberg zum Dr. iur. promoviert.
1962 trat er in den Dienst des Auswärtigen Amtes der Bundesrepublik Deutschland ein mit Verwendungen in Bonn, Teheran, Khartoum, Bagdad, Vientiane sowie als Generalkonsul in Toronto, Bordeaux, Genf, Schanghai. Mitte der 1970er Jahre war er u. a. Botschaftsrat und Vertreter des Botschafters in Khartum sowie als Vortragender Legationsrat und Vertreter des Leiters im Referat Kriegsfolgen: Aus Krieg und Besatzung entstandene Fragen, Rechtsstellung ausländischer Streitkräfte in der Bundesrepublik und der Bundeswehr im Ausland, Auslandsschulden, beschlagnahmtes Auslandsvermögen, Wiedergutmachung, beamtenrechtliche Kriegsfolgen im Auswärtigen Amt. Von 1978 bis 1983 war er Generalkonsul der Bundesrepublik Deutschland in Bordeaux und anschließend Botschaftsrat sowie Vertreter des Botschafters in Bagdad.
Helmut Arndt war Außerordentlicher Botschafter und Bevollmächtigter der Bundesrepublik Deutschland in Vientiane, Laos (1988–1991) und in Abu Dhabi, Vereinigte Arabische Emirate (1994–1997).
Er war Ehrenvorsitzender der Deutsch-Laotischen Gesellschaft (DLG).